# Postmedia Network

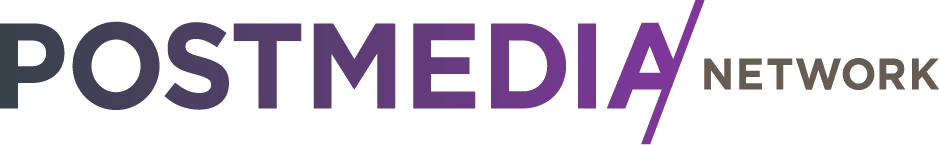
Das Logo von Postmedia Network

Postmedia Network Canada ist ein kanadisches Medienunternehmen mit Hauptsitz in Toronto, Ontario. Das Unternehmen wurde nach der Übernahme des in die Insolvenz geratenen Medienunternehmens CanWest Global Communications im Jahr 2010 gegründet. Neben den klassischen Printmedien betreibt es auch Onlineportale und eine Nachrichtenagentur. Bei Postmedia Network Canada sind über 5.500 Mitarbeiter beschäftigt.

## Portfolio
Dem Unternehmen gehören folgende Medien:

### Tageszeitungen
- National Post
- Calgary Herald
- Edmonton Journal
- The Gazette
- Regina Leader-Post
- Ottawa Citizen
- The StarPhoenix
- Windsor Star

Unter dem Tochterunternehmen Pacific Press Newspaper Group Inc. wird vertrieben:
- The Vancouver Sun
- The Province

Weitere regionale Zeitungen sind:
- The Kingsville Reporter
- LakeShore News
- LaSalle Post
- Shoreline Week
- The Tilbury Times
- Windsor Parent

### Magazine
- Financial Post Business
- Living Windsor
- Swerve
- TVtimes

### Online
- Canada.com
- celebrating.com
- connecting.com
- Dose.ca
- driving.ca
- househunting.ca
- remembering.ca
- shoplocal.ca
- SwarmJam.com
- working.com
- Infomart.com